# دمیتریوا پولیانا
دمیتریوا پولیانا (انگلیسی: Dmitriyeva Polyana) یک شهرک در شهرستان شارانسکی استان باشقیرستان کشور روسیه است.